# Misfit
Misfit (también conocida como Miss Pitt) es una compositora, letrista y artista surcoreana. 

## Carrera
Es una de los artistas del estudio en S. M. Entertainment con sede en Seúl. Ha escrito letras de canciones para varios artistas de SM Town como BoA, TRAX, Super Junior, Girls' Generation, Shinee, f(x), Red Velvet y Exo, así como para VIXX de Jellyfish Entertainment.

## Discografía

### Colaboraciones
- "Loview Music Instant" (JQ y Misfit)[1]
- "Too Painful Breakup" (JQ y Misfit)[2]

### Como compositora
Esta lista contiene canciones escritas por Misfit, incluyendo aquellas en las que está acreditada como coautora.
| Fecha | Título de la canción          | Artista/Grupo      | Álbum                                      | Posiciones en las listas |      |      |      |
| 2010  | 2010                          | 2010               | 2010                                       | 2010                     | 2010 | 2010 | 2010 |
| ----- | ----------------------------- | ------------------ | ------------------------------------------ | ------------------------ | ---- | ---- | ---- |
| 07/19 | "Up & Down"                   | Shinee             | Lucifer                                    | 58                       |      |      |      |
| 07/19 | "Shout Out"                   | Shinee             | Lucifer                                    | 75                       |      |      |      |
| 07/19 | "Ready or Not"                | Shinee             | Lucifer                                    | 71                       |      |      |      |
| 2011  |                               |                    |                                            |                          |      |      |      |
| 04/20 | "피노키오 (Danger)"           | f(x)               | Pinocchio                                  | 1                        |      |      |      |
| 08/03 | "Walkin"                      | Super Junior       | Mr. Simple                                 | —                        |      |      |      |
| 09/01 | "Someday"                     | U-Kiss             | Neverland                                  | 107                      |      |      |      |
| 09/01 | "Blind"                       | TRAX               | Window                                     | 115                      |      |      |      |
| 12/13 | "Like a Dream"                | TRAX               | 2011 Winter SMTown – The Warmest Gift      | —                        |      |      |      |
| 2012  |                               |                    |                                            |                          |      |      |      |
| 04/09 | "Two Moons"                   | EXO                | Mama                                       | —                        |      |      |      |
| 04/09 | "Machine"                     | EXO                | Mama                                       | —                        |      |      |      |
| 06/10 | "Beautiful Stranger"          | f(x)               | Electric Shock                             | 29                       |      |      |      |
| 06/10 | "Love Hate"                   | f(x)               | Electric Shock                             | 44                       |      |      |      |
| 06/10 | "훌쩍 (Let’s Try)"            | f(x)               | Electric Shock                             | 47                       |      |      |      |
| 06/22 | "The Top"                     | BoA                | Only One                                   | 62                       |      |      |      |
| 12/30 | "Spectrum"                    | SM The Performance | Spectrum                                   | 43                       |      |      |      |
| 2013  |                               |                    |                                            |                          |      |      |      |
| 04/26 | "Shine (Medusa I)"            | Shinee             | Why So Serious? – The Misconceptions of Me | 100                      |      |      |      |
| 06/03 | "Heart Attack"                | EXO                | XOXO                                       | 93                       |      |      |      |
| 06/07 | "Trap" ft. Kyuhyun and Taemin | Henry Lau          | Trap                                       | 28                       |      |      |      |
| 07/29 | "Airplane"                    | f(x)               | Pink Tape                                  | 16                       |      |      |      |
| 2015  |                               |                    |                                            |                          |      |      |      |
| 11/10 | "Chained Up"                  | VIXX               | Chained Up                                 | 8                        |      |      |      |
| 11/10 | "Maze"                        | VIXX               | Chained Up                                 | 82                       |      |      |      |
| 2016  |                               |                    |                                            |                          |      |      |      |
| 04/19 | "다이너마이트 Dynamite"       | VIXX               | Zelos                                      | 14                       |      |      |      |
| 06/09 | "Cloud 9"                     | EXO                | Ex'Act                                     | 23                       |      |      |      |
| 06/28 | "구름 위로"                   | Gugudan            | Act. 1 The Little Mermaid                  | —                        |      |      |      |
| 06/29 | "I Like U Too Much"           | Sonamoo            | I Like U Too Much                          | -                        |      |      |      |
| 2017  |                               |                    |                                            |                          |      |      |      |
| 02/01 | "Body Talk"                   | Red Velvet         | Rookie                                     | -                        |      |      |      |
| 2018  |                               |                    |                                            |                          |      |      |      |
| 01/08 | "I Hate"                      | Infinite           | Top Seed                                   |                          |      |      |      |